# Miguel Ángel Pou
Miguel Ángel Pou Martorell (nacido el 15 de mayo de 1961 en Palma de Mallorca, Islas Baleares)  es un exjugador de baloncesto español. Con 2,05 de estatura, su puesto natural en la cancha era el de pívot.

## Trayectoria
- 1980-81  Renta Inmobiliaria Madrid.
- 1981-83 Cotonificio Badalona.
- 1983-82 Lícor 43 Santa Coloma.
- 1986-88 Cacaolat Granollers.
- 1988-90 Pamesa Valencia.
- 1990-93 Caja San Fernando.
- 1993-94  Juventud Alcalá.
- 1994-96 Gráficas García Inca.
- 1996-97  Costa de Calviá.